# Обабье (озеро)
Оба́бье (бел. Аба́б'е) — озеро в Браславском районе Витебской области Беларуси.
В районе озера развито промысловое и любительское рыболовство, а также экологический туризм. В XXI веке озеро подвержено зарастанию.

## Этимология
Гидроним «Обабье» является названием-определением, образованным от слова «обабок»: гриб-подберёзовик.

## Описание
Озеро Обабье расположено в бассейне реки Друйки, в 16 км на северо-восток от Браслава, возле деревни Обабье, на территории Национального парка «Браславские озёра».
В 1973 году озеро было исследовано научно-исследовательской лабораторией озероведения.
Площадь озера — 1,4 км² (по другим данным, 1,36 км²). Наибольшая глубина — 2,9 м. Длина — 3,27 км. Наибольшая ширина — 0,87 км. Длина береговой линии — 10,5 км. Объём воды — 2,54 млн м³. Площадь водосбора — 32,8 км². Средняя глубина 1,8 м. Средняя ширина 0,43 км.
Химические показатели, взятые с поверхности озера: pH — 8, прозрачность — 2,3 м, цветность — 15 градусов, кислород — 117,6 % насыщения, свободная углекислота — 0 мг/л, общая минерализация — 148,5 мл/г, гидрокарбонаты — 103,7 мг/л, сульфаты — 1,23 мг/л, железо общее — 0, 204 мг/л, фосфаты — 0, 011 мг/л, азот аммонийный — 0,212 мг/л, окисляемость перманганатная — 6,14 мг/л. Химические показатели, взятые со дна озера: pH — 7,9, прозрачность — 0 м, цветность — 20 град., кислород — 116,9 % насыщения, свободная углекислота — 0 мг/л, общая минерализация — 150,3 мл/г, гидрокарбонаты — 103,7 мг/л, сульфаты — 0 мг/л, железо общее — 0, 222 мг/л, фосфаты — 0, 013 мг/л, азот аммонийный — 0,222 мг/л, окисляемость перманганатная — 6,29 мг/л.
Биомасса фитопланктона — 4,23 г/м³, биомасса зоопланктона — 4,32 г/м³, биомасса зообентоса — 14,39 г/м³. Ширина надводной полосы зарастания — 5—40 м. Генетический тип — эвтрофное. Слабопроточное.
Площадь сапропеля — 1,13 км² (при замеренном объёме в 4983 тыс. м³). Максимальная его мощность — 9,7 м, средняя — 4,4 м. По данным 2004 года, объём сапропеля составлял уже 10 800 тыс. м³. Сапропель исследователи отнесли к кремнеземистому типу.
Через узкие протоки Обабье связано с озёрами Дубро (на севере), Большая Ельня (Ельня Вельке) (на западе), Дуброк (на востоке). С самого же озера вытекает река Обабица. В озеро впадает два ручья. В озере водятся щука, лещ, окунь, линь, плотва, карась, краснопёрка, верховодка и прочая рыба.
Рельеф в районе озера плоско-волнистый: местность в основном равнинная (иногда холмисто-грядистая), есть заболоченные участки. На востоке местность заросла густым лесом. Берега, в основном песчаные и низкие, заросли кустарником (ольха, орешник, калина), на востоке лесом, а на юге частично они оказались заболоченными. Леса и кустарники составляют 57 % от площади водосбора, болота и заболоченные земли — 1,4 %. Из грунтов в районе водосбора — пески и суглинки.
Сложной извилистой береговой линией объясняются несколько долгих узких заливов, множество полуостровов и мысов. Пойма шириной 10—50 м, на севере до 300 м, заболоченная. Склоны котловины озера имеют высоту 1—4 метра и заросли лесом и кустарником, на западе — распаханные. В целом склоны котловины низкие и пологие, песчаные и супесчаные, облесенные. Берега котловины низкие и песчаные. Сама котловина относится к термокарстовому типу, обладает лопастевидной формой и вытянута с севера на юг.
Плоское дно вдоль берегов является песчаным. Все заливы полностью мелководны, при этом мелководье песчаное и узкое, глубже дно уже идёт илистым. Наибольшие глубины были отмечены в центральных частях озера, а максимальная — примерно в 0,19 км на запад от восточного полуострова, заросшего лесом. Подводная растительность распространяется по всей площади озера. По данным 2004 года, зарастание составляло 100 %. По данным 2013 года, зарастание продолжает идти умеренно.

## Использование
Помимо промыслового лова рыбы, организовано также платное любительское рыболовство. Озеро также используется для хозяйственных нужд, в частности существует поверхностный сток с территории деревни Обабье.
В результате мелиорационной деятельности уровень озера понизился на 1 м.
На берегу озера находится Дом охотника «Обабье», который окружает лесной массив Друйская лесная дача. По проходящей вдоль озера Слободской озовой гряде, которая является памятником природы, проходит экологическая тропа, с которой можно увидеть восточную ветвь Браславской группы озёр. На берегу юго-восточного залива озера расположена агроусадьба «Почта Абабье».